# Équipe du Sud-Vietnam de football
Maillots
L'équipe du Sud-Vietnam de football était une sélection constituée des meilleurs footballeurs de la République du Viêt Nam.

## Histoire
Le premier match officiel du Vietnam du Sud fut joué à domicile, contre la Corée du Sud, le 15 janvier 1949, qui se solda par une défaite sur le score de 4 buts à 2. 
Elle participa aux deux premières coupes d'Asie des nations terminant deux fois à la quatrième place.
À la Coupe d'Asie des nations de football 1956, l’équipe du Sud-Vietnam de football (Đội tuyển bóng đá quốc gia Việt Nam Cộng hoà) bat la Malaisie au tour préliminaire, puis termine dernière au tour final, battue par la Corée du Sud et Israël, fait match nul contre Hong-Kong. À la Coupe d'Asie des nations de football 1960, le Vietnam du Sud bat la Malaisie et les Philippines au tour préliminaire mais est battu au tour final par Israël, la Corée du Sud et Taïwan. 
La plus large victoire du Vietnam du Sud fut enregistrée au Japon, contre le Laos, le 1er octobre 1967, qui se solda par un score de 10 buts à 0. La plus large défaite du Vietnam du Sud fut enregistrée en Thaïlande, le 16 novembre 1971, contre l’Indonésie, qui se solda par un score de 9 buts à 1 pour les indonésiens. Le dernier match officiel de l’équipe du Sud-Vietnam fut joué en Thaïlande, le 23 mars 1975, contre la Malaisie, qui se solda par une défaite sur le score de 3 buts à 0.
L'équipe disparut après la réunification des régions du Nord- et Sud-Vietnam qui donna naissance à la République Socialiste du Viêt-Nam.

## Palmarès

### Parcours enCoupe du monde
- 1930 : Non inscrit
- 1934 : Non inscrit
- 1938 : Non inscrit
- 1950 : Non inscrit
- 1954 : Non inscrit
- 1958 : Non inscrit
- 1962 : Non inscrit
- 1966 : Non inscrit
- 1970 : Non inscrit
- 1974 : Tour préliminaire

### Palmarès enCoupe d'Asie des nations
- 1956 : Quatrième
- 1960 : Quatrième
- 1964 : Tour préliminaire
- 1968 : Tour préliminaire
- 1972 : Non inscrit
- 1976 : Tour préliminaire

### Palmarès auxJeux de l'Asie du Sud-Est péninsulaire

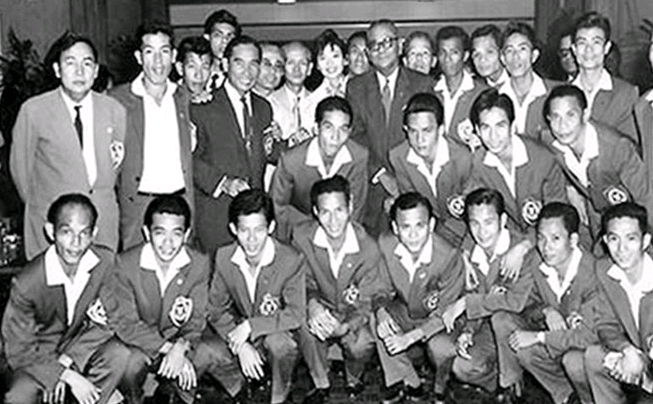
L'équipe du Sud-Vietnam aux Jeux d'Asie du Sud-Est 1959

- 1959 : Premier
- 1961 : Troisième
- 1965 : Troisième
- 1967 : Deuxième
- 1969 : 1er tour
- 1971 : Troisième
- 1973 : Deuxième

## Sélectionneurs
- Coupes d'Asie 1956 et 1960, en 1963 et en 1964 :  Lê Hữu Đức
- 1966-1968 :  Karl-Heinz Weigang
- 1973 (éliminatoires coupe du monde 1974) :  Van Thiu Nguyen